# Nazira Karodia
Pour les articles homonymes, voir Karodia.
Nazira Karodia est une chimiste sud-africaine naturalisée britannique, professeure d'enseignement des sciences et pro-vice-chancelière pour le développement régional à l'université de Wolverhampton. Elle travaille sur la synthèse organique, la chimie verte, les composés hétérocycliques et l'enseignement des sciences.

## Enfance et éducation
Karodia est née et a grandi en Afrique du Sud sous l'apartheid. Comme la plupart des personnes non européennes, elle a souffert de ségrégation raciale pendant sa scolarité. Elle a pu étudier la chimie à l'université du Natal (en), qui était réservée aux Blancs, et elle a obtenu son diplôme en 1990. Elle a quitté l'Afrique du Sud en 1992. Karodia a terminé son doctorat à l'Université de St Andrews, travaillant sur l'ylure de phosphore supervisé par Alan Aitken en 1995,,,.

## Carrière et recherche
Karodia a rejoint l'université de Floride en tant que membre du Centre de chimie hétérocyclique où elle a travaillé sur les benzothiazines (en) et les benzotriazoles développés,,. Karodia a été nommée maître de conférences à l'université de Bradford et nommée directrice STEM en 1998. Là, Karodia a développé son intérêt pour l'enseignement des sciences et les programmes de vulgarisation scientifique qui visaient à profiter à la communauté locale. Elle a été membre senior du programme STEM du Higher Education Funding Council for England (en) (HEFCE), où elle a été nommée directrice régionale (Yorkshire, Humber et Nord-Est) du programme national HE STEM,. Ses recherches en chimie ont porté sur les liquides ioniques et les polymères cristallins liquides,. Karodia fait partie du projet GENOVATE financé par l'Union européenne : Transforming organisational culture for gender equality in research and innovation (Transformer la culture organisationnelle pour l'égalité des sexes dans la recherche et l'innovation),. Elle travaille également sur des programmes visant à promouvoir les carrières en sciences et en génie, en particulier pour les étudiants des parties sous-représentées de la communauté.
Depuis 2015, elle occupe le poste de professeur d'éducation scientifique à l'université de Wolverhampton et est devenue doyenne de la faculté des sciences et de l'ingénierie en 2016,,. Elle s'est associée au Doaba Group of Colleges. En 2018, elle a lancé un nouveau cours de sciences de la santé et les partenariats.

## Prix et distinctions
Karodia a reçu une mention élogieuse du National Educational Opportunities Network (NEON) en 2015 pour sa contribution exceptionnelle à l'élargissement de l'accès. Elle a été sélectionnée comme l'un des 175 meilleurs visages de la chimie de la Royal Society of Chemistry en 2016. En 2017, elle a été honorée au Birmingham Thyagaraja Festival (en) de ShruthiUK (en) avec un prix Women-in-Science . En 2015, elle a été élue Fellow de la Royal Society of Chemistry (FRSC).
Karodia a été nommée membre de l'Ordre de l'Empire britannique (MBE) lors des honneurs du Nouvel An 2022 (en) pour ses services aux sciences chimiques.

## Vie privée
Karodia a des filles jumelles, qui ont toutes deux étudié la physique à l'université. Elle en a perdu une à cause de la drépanocytose en 2012. L'Université d'York, où elle était étudiante, a décerné un prix en son honneur.